# شی انتینگ
شی انتینگ (انگلیسی: Xi Enting؛ زادهٔ ) یک بازیکن تنیس روی میز اهل جمهوری خلق چین است. 
وی در مسابقات کشوری و بین‌المللی در مجموع برنده ۳ مدال طلا، ۴ مدال نقره، ۳ مدال برنز شده‌است.